# Terpna ruficosta
Terpna ruficosta är en fjärilsart som beskrevs av George Francis Hampson 1891. Terpna ruficosta ingår i släktet Terpna och familjen mätare. Inga underarter finns listade i Catalogue of Life.